# Lyckebyån

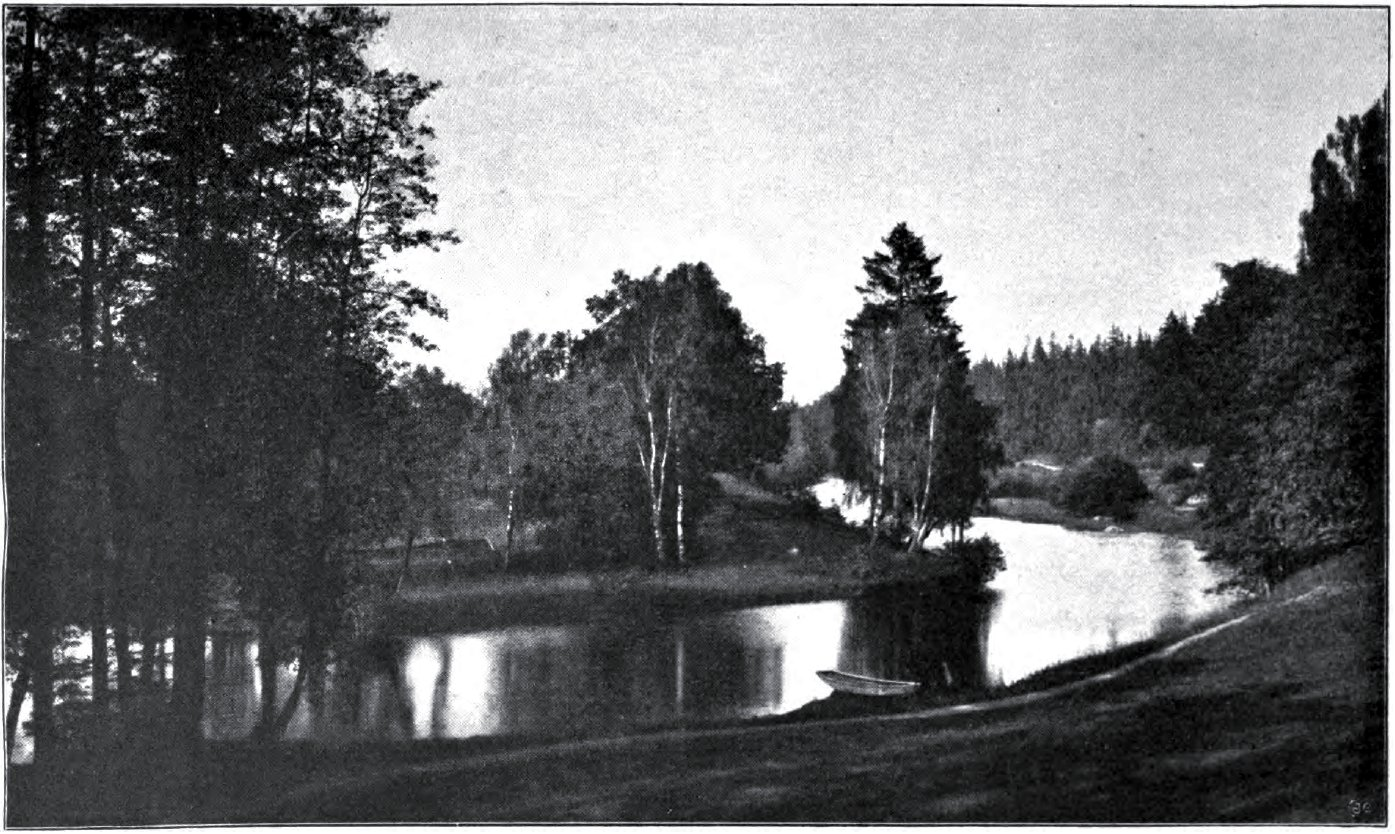
Vid Lyckeby å, foto från 1906 av Joh. E. Thorin. Illustration 8 i Nils Holgerssons underbara resa genom Sverige av Selma Lagerlöf.

Lyckebyån är en cirka 9 mil lång å som rinner genom sydöstra Småland och östra Blekinge. Ån har sin mynning i Lyckeby socken i Karlskrona kommun. Avrinningsområdet är 811 kvadratkilometer stort och består till övervägande del av skogsmark.
På flera ställen längs ån finns dammar, bland vilka åtminstone en del av SMHI betraktar som "sjöar":
- Lyckebyån (Ekeberga socken, Småland), Lessebo kommun, 56°47′44″N 15°25′17″Ö / 56.7956°N 15.4215°Ö (6,8 ha)
- Lyckebyån (Algutsboda socken, Småland, 629131-148111), Emmaboda kommun, 56°44′54″N 15°29′47″Ö / 56.7484°N 15.4965°Ö
- Lyckebyån (Algutsboda socken, Småland, 628661-148359), Emmaboda kommun, 56°42′29″N 15°32′17″Ö / 56.7081°N 15.5381°Ö (5,16 ha)
- Lyckebyån (Algutsboda socken, Småland, 628481-148439), Emmaboda kommun, 56°41′25″N 15°33′02″Ö / 56.6902°N 15.5505°Ö
- Lyckebyån (Algutsboda socken, Småland, 628322-148468), Emmaboda kommun, 56°40′33″N 15°33′19″Ö / 56.6759°N 15.5553°Ö
- Lyckebyån (Algutsboda socken, Småland, 628319-148493), Emmaboda kommun, 56°40′33″N 15°33′34″Ö / 56.6757°N 15.5594°Ö